# Nidrum
Nidrum est un village de la commune de Butgenbach en communauté germanophone de Belgique. Il est situé non loin du camp militaire d'Elsenborn.

## Curiosités
- Église des rois-mages (1907, le chœur date de l'après-guerre).